# ハイ・ブリッジ (ニューヨーク市)
ハイ・ブリッジ (High Bridge)、もともとの名前はアクイダクト・ブリッジ (Aqueduct Bridge) は、ニューヨーク市に架かる最古の橋である。もともとはクロトン水道の一部をなす水道橋 (aqueduct) として1848年に開業し、2015年に遊歩道として再開業した。再開業以前は40年以上使われずに閉鎖されたままだった。全長約440 mのアーチ橋で、ハーレム川をまたいで二つの行政区、マンハッタンとブロンクスを結んでいる。橋の東側はブロンクスのハイブリッジ (en) 地区の西170丁目の西端附近であり、西側はマンハッタンのワシントンハイツ地区のハイブリッジ・パーク (en) であり西174丁目の東端のほぼ延長上である。
この橋はもともと1848年に16のアーチから構成される石造のアーチ橋として完成したが、ハーレム川にかかる5スパン分は1928年に高さ43メートルの鋼鉄製単一アーチ橋に置き換えられた。この橋は1970年代に全面的に閉鎖され、2009年からの改修を経て、2015年6月9日に歩行者および自転車専用橋として再開業した。
この橋の運用および維持・管理はニューヨーク市公園および保養局 (en) によって行われている。

## 歴史

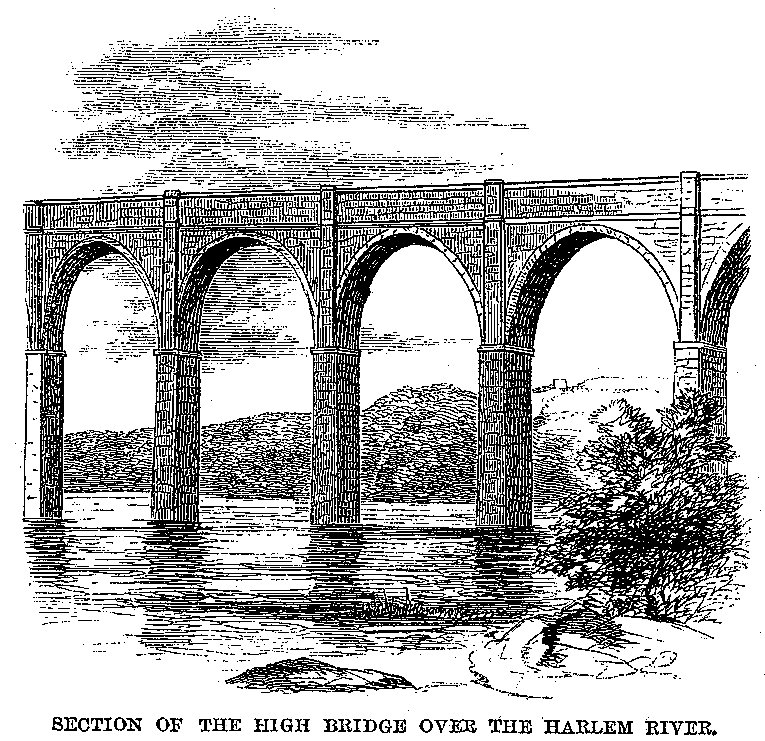
en:Harper's Magazineに記載されたイラスト, 1860年

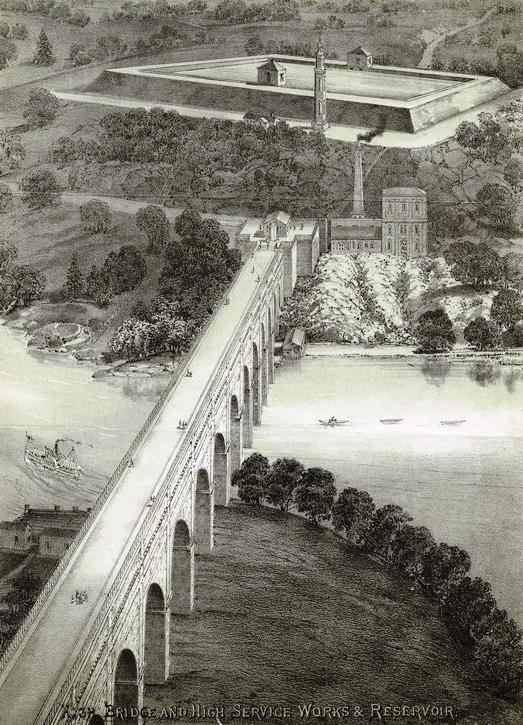
1871年のハイ・ブリッジ、ウォーター・タワーおよび貯水池

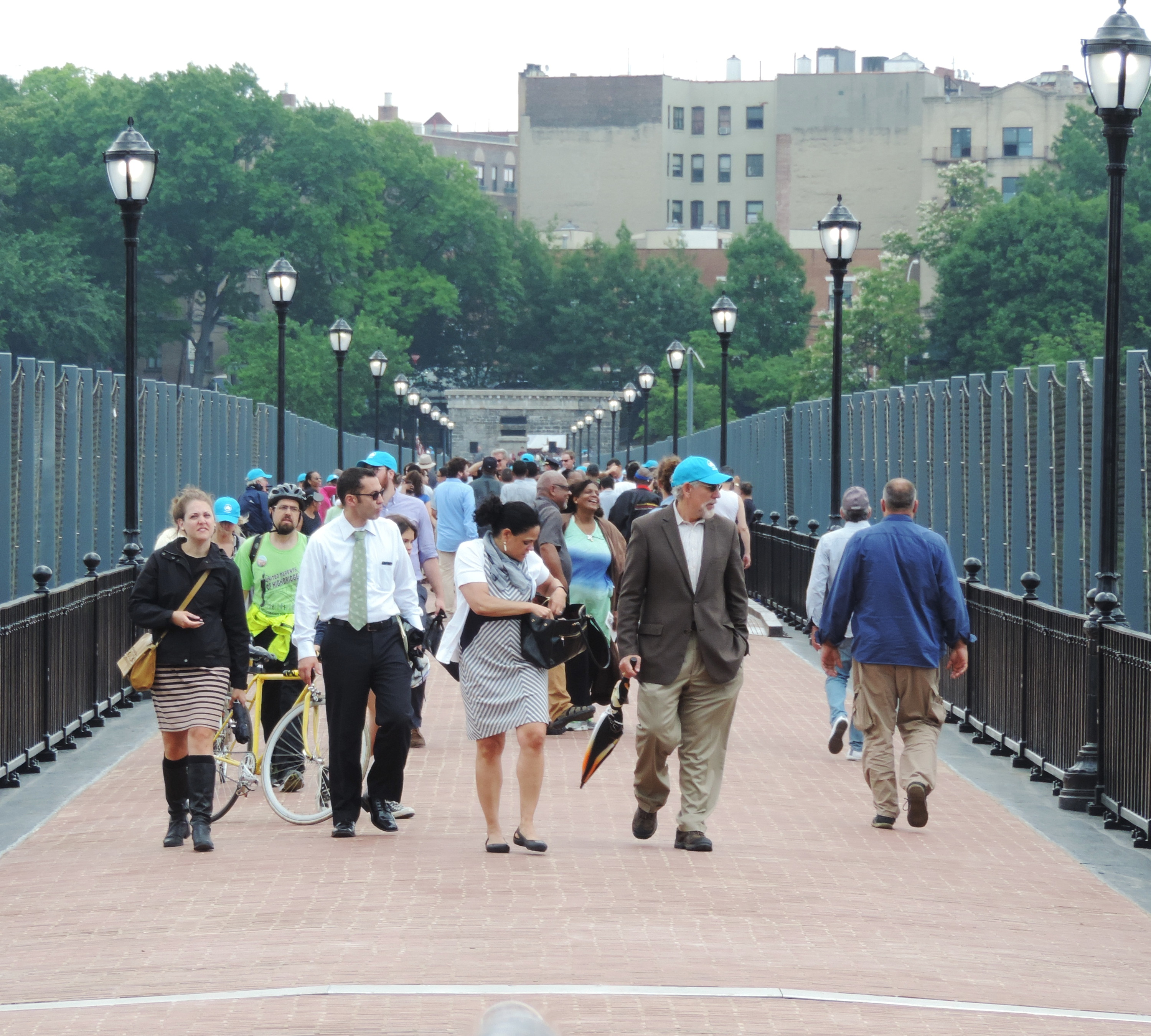
2015年6月の再開業日

石造りのアーチ橋として、ハイ・ブリッジの建設は1837年に始まり1848年に完成した。クロトン川 (en) から急発展するニューヨーク市へ水を供給するクロトン水道 (en) の一部として建設された。この水道の全長は600 mにも及ぶ。この橋はジョン・ジャービスが率いるクロトン水道の技術者チームによって設計された。ローマ水道と似た形状をしている。後にセント・パトリック大聖堂の設計も手がけたジェームズ・レンウィック・ジュニアも設計に携わっている。
当時はトンネルの建設技術が発展途上だったため、リスクを避けて、橋によってハーレム川に水道を通すという選択がなされた。水道局 (Water Commission) と技術者はロウ・ブリッジ (low bridge) とハイ・ブリッジ (high bridge) の案を検討した。ロウ・ブリッジ案は構造が単純で建設期間、費用は少なく済んだが、ニューヨーク州議会 (en) はロウ・ブリッジは高さが低いため橋の下の通行を妨げると判断し、ハイ・ブリッジ案が最終的に選ばれた。
1928年、ハーレム川の水運を円滑にするため、川に架かっていた五つの石積みアーチは解体され、140 mの単一の鉄製アーチに造り直された。1848年に建設された当初のアーチはマンハッタン側の陸上に一つとブロンクス側の陸上に10が残されている。
水道路としての用途は1949年12月15日に終了した。1950年代は人の通行が可能だったが、橋の老朽化が指摘されたことと市の財政や治安に問題があったため、1970年代にこの橋は閉鎖されることとなった。
2006年11月に公園および保養局はこの橋を改修し、2009年に再開通させることを発表した。予算の都合などで何度も延期された末に、2009年に基本案が策定され、2010年に橋の設計はLichtenstein Consulting Engineers and Chu & Gassman Consulting Engineers (MEP sub-consultant) と契約が結ばれた。橋の補強、階段の改修、防犯カメラやボート標識灯の設置などが改修案に盛り込まれた。歩道と自転車道を整備し、合計0.5 km2以上の広さになるマンハッタン側とブロンクス側の公園を結び、公園周辺の緑道へのアクセスも確保された。何度か完成の延期が発表された後、2015年6月に正式に再開業した。リボンカットが2015年6月9日午前11:30頃に行われ、正午に一般のアクセスが可能となった。

## ハイ・ブリッジ給水塔
ハイ・ブリッジ給水塔 (High Bridge Water Tower) は、マンハッタンのハイブリッジ・パーク (en) 内のおよそ西173丁目と174丁目の間あたりに建つ給水塔である。1866-72年頃に、需要が拡大するニューヨーク市への水供給システムのために建設された。全高61 mの八角形の塔で、1863年に州議会によって建設が承認された。設計は、ハイ・ブリッジの建設を監督したジョン・ジャービスである。給水塔の横には2.8haのハイブリッジ貯水池 (en) があり、この貯水池まで30m汲み上げられた水は、給水塔の180 m3のタンクに送られた。現在は、この貯水池は1934-36年に建設されたハイブリッジ・プレイ・センター (en) として遊戯施設や公共プールとして利用されている。この給水塔の高さの重力を利用して、当時普及し始めた水洗トイレを流す水圧が提供された。
これらのシステムはクロトン水道の開業により以前ほど使われなくなり、第一次世界大戦中に破壊活動が懸念され完全に閉鎖された。1949年にこのタワーはサービスを中止し、1958年にはAltman Foundationの寄付によるカリヨンが設置された。
タワーの円屋根は1984年の放火により損傷したが、再建され、石造りの耐力外壁も1989-90年にWilliam A. Hall Partnershipによって改修された。この外装はもともとロマネスク・リヴァイヴァルおよびネオ・グレックの混合様式でジョン・ジャービスが設計したものである。
タワーの内部は公共に開放されたことはないが、鉄製の螺旋階段と6つの踊り場と対の窓がある。
このウォーター・タワーは1967年にニューヨーク市歴史建造物保存委員会によってニューヨーク市歴史建造物に指定された。

## ギャラリー

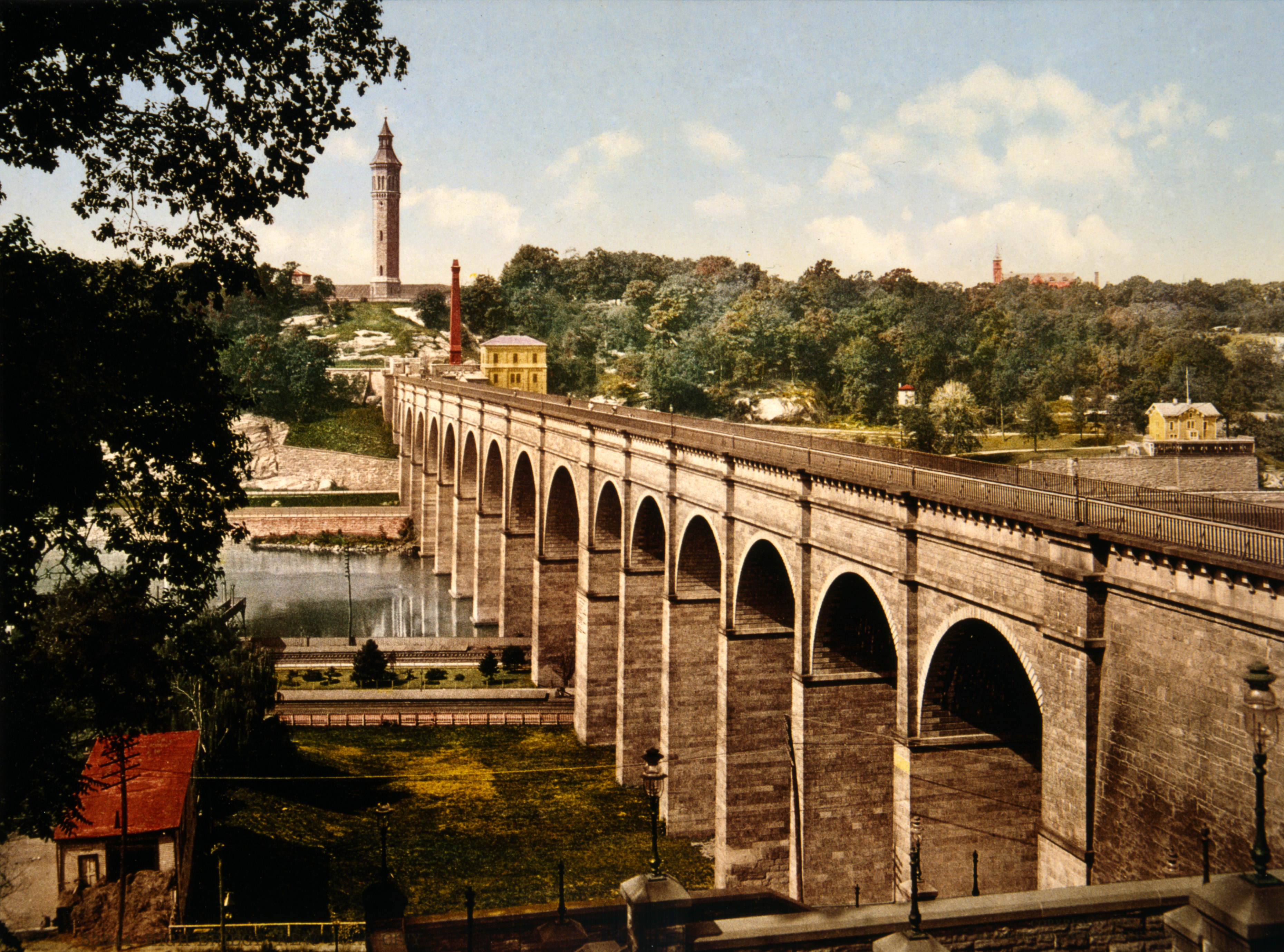
1900年に印刷された、当初の石のアーチ
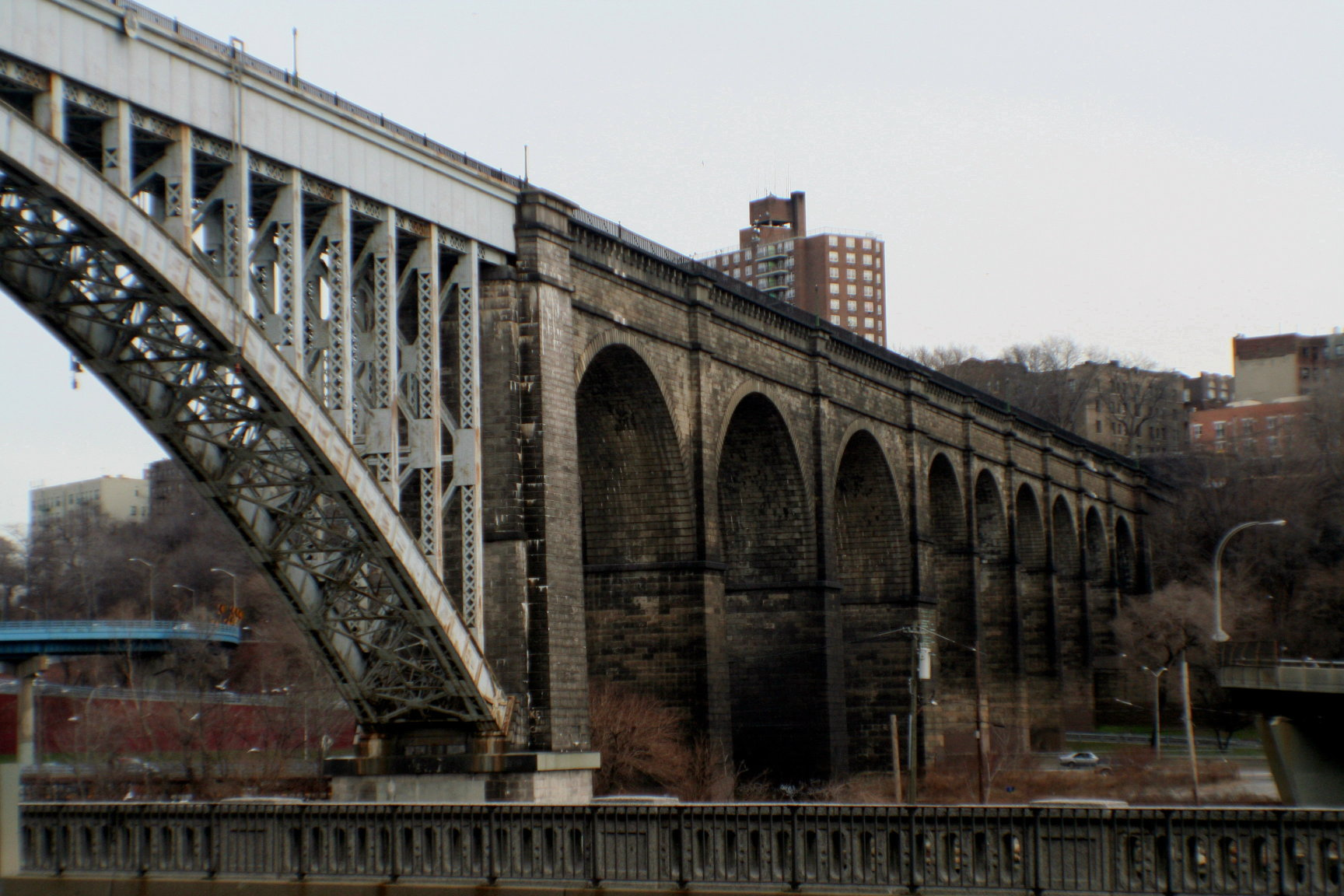
鉄製アーチと石造りアーチの境目。
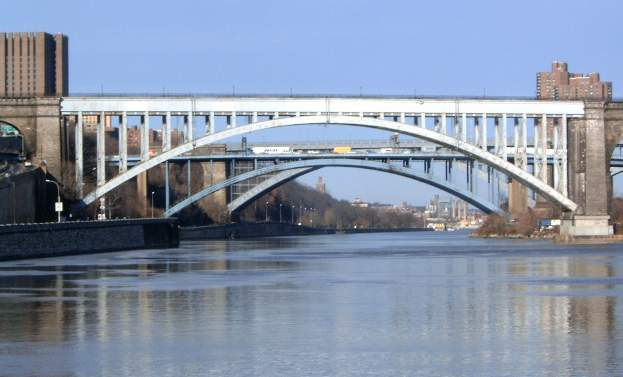
ハーレム川上に架かる三つの隣接する橋：ハイ・ブリッジ（手前）、アレクサンダー・ハミルトン橋 (en)、ワシントン橋 (en)（奥）。右がマンハッタンで左がブロンクス。
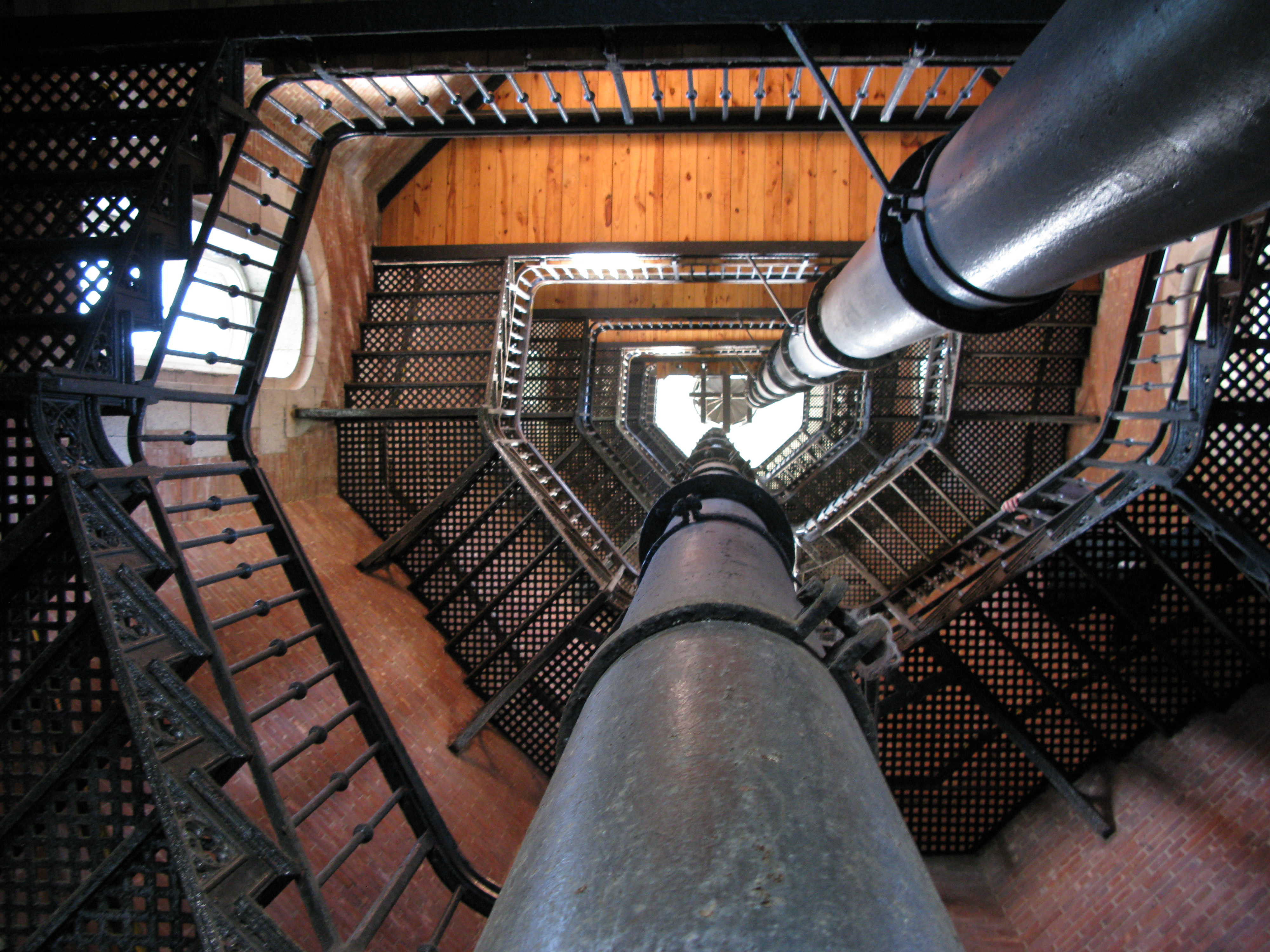
ハイ・ブリッジ・ウォーター・タワーの内装の螺旋階段。